# 细螯蟹属
细螯蟹属（學名：Lybia）是一种小型螃蟹的属，是扇蟹科多指蟹亞科的成員。它们的俗名包括 拳击手螃蟹、拳击螃蟹和pom-pom螃蟹。拳击螃蟹以与海葵的互利共生而闻名, 他们用爪子保护海葵。 作为回报，海葵被携带时会用他们用触手为拳击螃蟹捕获更多的食物颗粒。拳击螃蟹至少与三种海葵共生， 包括Bundeopsis spp.和Triactis producta。 然而，海葵的生存不需要与拳击螃蟹结合，因此人们也经常见到过没有海葵的拳击螃蟹。有时拳击螃蟹也用多孔动物门的生物和珊瑚 等其他生物替代海葵。

## 物種
本屬現時有物種十個，分別如下：
- L. australiensis（英语：Lybia australiensis） (Ward, 1933)
- 纯洁细螯蟹 L. caestifera (Alcock, 1898)[4]
- L. denticulata (Nobili, 1905).
- L. edmondsoni（英语：Lybia edmondsoni） (Takeda & Miyake, 1970).
- L. hatagumoana (Sakai, 1961).
- L. leptochelis (Zehntner, 1894).
- L. plumosa (Barnard, 1947)
- L. pugil (Alcock, 1898).
- 花纹细螯蟹 L. tessellata (Latreille in Milbert, 1812).
- Lybia tutelina (C. G. S. Tan & Ng, 1994).

## 外部連結
- Boxer Crab, Lybia tesselata （页面存档备份，存于）. Aquarium World